# New York Nationals
A New York Nationals egy 1927-ben létrehozott labdarúgócsapat, amely az ASL tagjaként 1930-ig szerepelt az amerikai sportéletben. 1928-ban a nemzeti kupa győztesei voltak.

## Története
Charles Stoneham a New York Giants baseball csapatának tulajdonosa, átvette az ASL-ben érdekelt Indiana Flooring labdarúgó klubjának tulajdonjogait és a New Yorkba költöztetett együttest Nationals-ra keresztelte, mivel Giants néven már szerepelt egy csapat az ASL-ben.
Az 1928-29-es bajnokságban indultak első alkalommal és a harmadik helyen végeztek, a kupában, pedig a Chicago Bricklayerst legyőzve szerezték meg a serleget. Második, 1929-30-as szezonjukban ötödikként fejezték be a küzdelmeket.
1930. május 25-én a skót Rangers amerikai túrájuk keretében játszott egy mérkőzést a Polo Grounds-on a Nationals-el, de 5-4 arányban az európaiak bizonyultak jobbnak.
1931-ben a New York Giants megszűnését követően, Stoneham átnevezte a Nationals csapatát és Giants néven folytatták a továbbiakban.

## Sikerei
- 1-szeres National Challenge Cup győztes: 1928

## Híres játékosok
| # |     | Poszt | Név              |
| - | --- | ----- | ---------------- |
|   | USA | K     | Jimmy Douglas    |
|   | USA | K     | Peter Renzulli   |
|   | USA | V     | Jimmy Gallagher  |
|   | SCO | V     | David Archibald  |
|   | SWE | V     | Eric Levin       |
|   | USA | KP    | Robert Millar    |
|   | USA | KP    | Harry Farrell    |
|   | USA | KP    | Jim Brown        |
|   | SWE | KP    | Herbert Carlsson |
|   | IRL | KP    | Harry Chatton    |

| # |     | Poszt | Név                |
| - | --- | ----- | ------------------ |
|   | IRL | KP    | Tucker Croft       |
|   | SCO | KP    | Bobby Walker       |
|   | USA | CS    | Bart McGhee        |
|   | EGY | CS    | Tewfik Abdullah    |
|   | SCO | CS    | Mick Connaboy      |
|   | SCO | CS    | Willie Crilley     |
|   | SCO | CS    | John Nelson        |
|   | SCO | CS    | Hookey Leonard     |
|   | AUT | CS    | Siegfried Wortmann |

- a félkövérrel írt játékosok az Egyesült Államok színeiben szerepeltek az 1930-as labdarúgó-világbajnokságon. Robert Millar szövetségi kapitányként vett részt a tornán.
- A New York Nationals játékosai[2]

## Menedzserek
- Robert Millar (1927–1928)